# 350-es évek
Évszázadok: 3. század – 4. század – 5. század
Évtizedek: 300-as évek – 310-es évek – 320-as évek – 330-as évek – 340-es évek – 350-es évek – 360-as évek – 370-es évek – 380-as évek – 390-es évek – 400-as évek
Évek: 350 351 352 353 354 355 356 357 358 359

## Események
- 350 körül hunok támadják a Szászánida-birodalmat.
- 350 körül a meroéi kusita civilizáció bukása az Akszúmi Királyság támadása miatt.

## Híres személyek
- II. Constantius római császár.